# 召平 (齊相)
召平 （?—?），又作邵平。秦末漢初之際人。西漢初年齊國的國相。
呂后死后，朱虛侯劉章、東牟侯劉興居告知他們的兄長齊哀王劉襄，說呂氏諸侯有密謀叛變，請劉襄從齊國起兵平定朝廷內亂，甚至可以登臨大寶，成為天子。
劉襄大喜，和他的舅父駟鈞、郎中令祝午、中尉魏勃一同發兵要入朝廷誅滅諸呂。召平聽說齊王起事，立刻發兵圍住了王府，控制局勢。魏勃騙召平，說要代替召平領軍包圍王府，召平同意後，魏勃突然倒戈，轉向包圍召平，召平曰：「嗟乎，道家之言：『当断不断，反受其乱』。」於是自殺。